# 大村镇 (古蔺县)
大村镇，是中华人民共和国四川省泸州市古蔺县下辖的一个乡镇级行政单位。

## 行政区划
大村镇下辖以下地区：
大村街社区、阳华村、丰水村、苏坝村、玉峰村、坳上村、高山村、桑木村、菜田村、新场村和中乐村。
2020年6月9日，将原土城镇大山村、堰塘村、赞台村所属行政区域划归大村镇管辖。